# Yakovlev Pcela
Yakovlev Pcela-1T (în rusă Яковлев Пчела-1Т, пчела însemnând albină) este o aeronavă fără pilot proiectată și construită de constructorul aeronautic rus Yakovlev. Este utilizată pentru supravegherea și observarea câmpului de luptă cu transmiterea datelor în timp real. Sistemul poate fi folosit și ca marcator de țintă și ca țintă de antrenament.

## Descriere
- Motor: rachetă și două motoare auxiliare suplimentare cu combustibil solid;
- Rază de acțiune: 60 km; poate rămâne în aer 2 ore;
- Altitudine de operare: 100–2500 m la o viteză de 120–180 km/h;
- Greutatea sistemului la lansare: 138 kg;

Pchela T-1 este lansată de pe o rampă și aterizează cu ajutorul unei parașute;

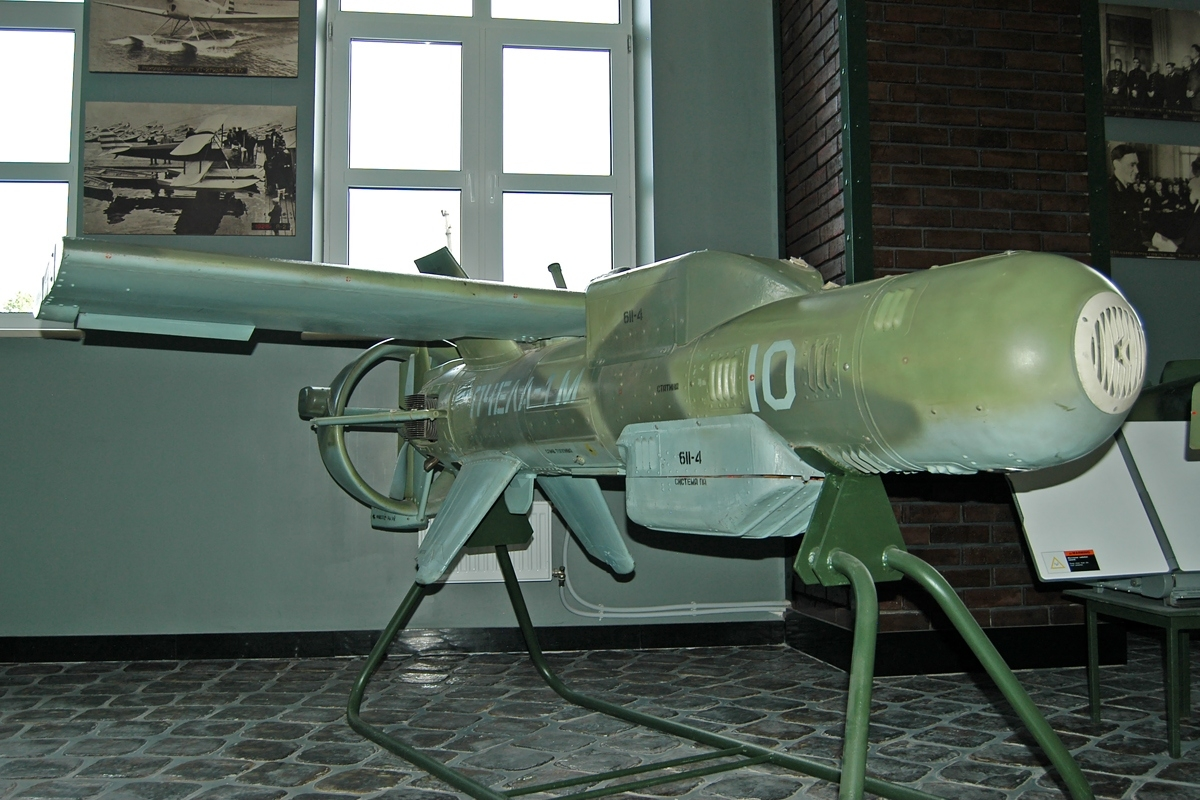
Pchela-1T UAV în Muzeul Tehnicii Vadim Zadorojnâi

## Referințe și note

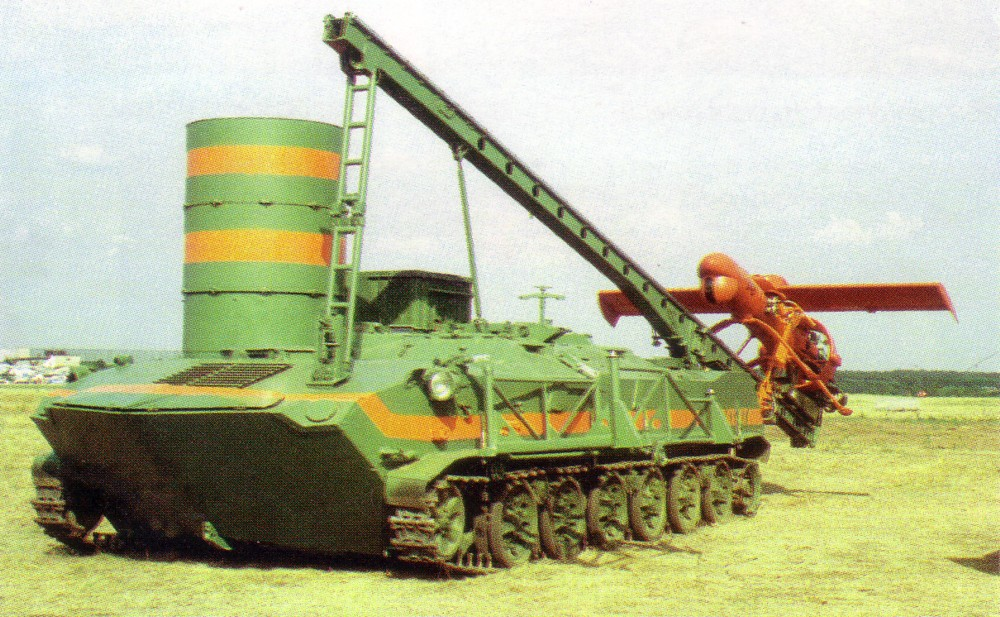
Pchela-1T UAV pe un vehicul BTR-D

## Legături externe
- ru  Пчела-1Т, ОКБ им А. С. Яковлева
- ru  Комплекс «Строй-П» снова в Чечне, nvo.ng.ru
- ru  „О разработке комплекса Строй-ПД - целеуказателя для Искандер”. Лента.Ру. 19 ianuarie 2010. Arhivat din original la 22 ianuarie 2010. Accesat în 24 ianuarie 2010.
- ru  Описание двигателя П-032 Arhivat în 20 septembrie 2008, la Wayback Machine., engine.saminfo.ru